# 托马斯·施普林格尔
托马斯·施普林格尔（德語：Thomas Springel，1959年5月15日—），德国男子手球运动员。他曾代表西德参加1984年夏季奥林匹克运动会手球比赛，获得一枚银牌，他在比赛期间共进球8次。